# Station Asti
Station Asti is een spoorwegstation in Asti (Italië). Het station werd in 1850 geopend. Er komen 4 spoorlijnen langs.